# Dornie
Dornie (skót gael nyelven: An Dòrnaidh) egy főleg halászattal foglalkozó település Skóciában Kintail körzetben. 2006-ban 360 lakosa volt. A Loch Duich, Loch Alsh és Loch Long tavak találkozásától nem messze található. Skye főútja, az A87-es nem messze a településtől halad el. Mielőtt megépítettek volna egy hidat, az út a település központján haladt keresztül, és egy rövid kompjárat a Loch Long tavat is érintette.
Egy közeli kis szigeten található az Eilean Donan-i vár.

## Fordítás
Ez a szócikk részben vagy egészben  a   Dornie című angol Wikipédia-szócikk ezen változatának fordításán alapul.  Az eredeti cikk szerkesztőit annak laptörténete sorolja fel. Ez a jelzés csupán a megfogalmazás eredetét és a szerzői jogokat jelzi, nem szolgál a cikkben szereplő információk forrásmegjelöléseként.